# تپه باغ هفتوانان
تپه باغ هفتوانان در شهرستان سقز، بخش مرکزی، روستای تموغه واقع شده و این اثر در تاریخ ۲۷ مرداد ۱۳۸۲ با شمارهٔ ثبت ۹۶۴۹ به‌عنوان یکی از آثار ملی ایران به ثبت رسیده است.